# Semiothisa cyrilaria
Semiothisa cyrilaria är en fjärilsart som beskrevs av William Schaus 1923. Semiothisa cyrilaria ingår i släktet Semiothisa och familjen mätare. Inga underarter finns listade i Catalogue of Life.